# IdentiGEN
IdentiGEN Ltd. est un laboratoire privé situé en Irlande, proposant des analyses d'ADN. Il a notamment joué un grand rôle dans la révélation de la fraude à la viande de cheval de 2013.